# سگ‌های خوابیده
سگ‌های خفته (به انگلیسی: Sleeping Dogs) عنوان یک بازی ویدئویی جهان باز با دید سوم شخص به سبک اکشن-ماجراجویی کاری از شرکت یونایتد فرانت گیمز و اسکوئر انیکس است که در اوت ۲۰۱۲ برای سیستم‌های پلی‌استیشن ۳، ایکس‌باکس ۳۶۰ و مایکروسافت ویندوز منتشر شد. نسخه ارتقاء یافته بازی نیز با عنوان «Definitive Edition» در ۱۴ اکتبر ۲۰۱۴ برای کنسول‌های پلی‌استیشن ۴ ، اکس‌باکس وان و پلی استیشن ۵ در دسترس قرار گرفت.

## داستان
این بازی در مورد خلافکاران شهر هنگ کنگ است. شخصیت اصلی داستان «وی شن» در ابتدای بازی توسط پلیس هنگ کنگ دستگیر شده چندی بعد توسط یکی از سران کشوری از زندان آزاد شده و بخاطر سابقه ای که در باند تبهکاری «سان آن یی» داشته به انجام مأموریت‌هایی را در بین خلافکاران برای نزدیک شدن به رئیس تبهکارها و متلاشی کردن باند انجام می‌دهد. در این بازی شاهد مبارزه‌های خیابانی و تعقیب و گریزهای زیادی هستیم.

## فروش
بیشترین فروش این بازی در کشور ایالات متحده آمریکا بود که بهترین فروش در هفته اول را داشت پنجمین بازی پرفروش هفته اول در سال ۲۰۱۲ را به خود اختصاص داد. این بازی در آمریکا و فقط در ماه اوت نزدیک به ۱۸۰ هزار نسخه به فروش رسانید. بر اساس آمار شرکت اسکوئر انیکس، سگ‌های خفته تا پایان سپتامبر ۲۰۱۲، تعداد ۱٬۵ میلیون نسخه به فروش رسانده‌است.